# Romney (West Virginia)
Die City Romney ist der Verwaltungssitz des Hampshire County im Bundesstaat West Virginia in den Vereinigten Staaten. Das U.S. Census Bureau hat bei der Volkszählung 2020 eine Einwohnerzahl von 1724 ermittelt.

## Geschichte
Romney ist die älteste Stadt des Bundesstaates. Sie wurde bereits 1725 von Jägern und Händlern bewohnt und war damals unter dem Namen Pearsall's Flats bekannt. Dieser Name geht auf die Brüder John und Job Pearsall (oder Pearsoll) zurück, die 1738 auch Fort Pearsall zum Schutz vor den Indianern errichteten. Romney wurde von Thomas Fairfax, 6. Lord Fairfax of Cameron, nach der Stadt Romney in der Grafschaft Kent, England, benannt.

## Bekannte Persönlichkeiten
- Stephen Ailes (1912–2001), US-amerikanischer Heeresminister in den Jahren 1964/65
- John J. Cornwell (1867–1953),  15. Gouverneur des Bundesstaates West Virginia
- Randall Terry (* 1959), US-amerikanischer Pro-Life-Aktivist, Autor und Musiker